# Lista polskich rodów margrabiowskich
Lista polskich rodów margrabiowskich – w I Rzeczypospolitej istniało około dwudziestu rodów margrabiowskich, w większości pochodzących z zagranicy i w niej wykreowanych lub indygenowanych, a w czasach II Rzeczypospolitej papież wyróżnił jeszcze jedną osobę.

## Polscy margrabiowie

### Rody polskie posiadające zagraniczny tytuł margrabiego
- Gonzaga-Myszkowscy, a następnie Gonzaga-Myszkowscy-Wielopolscy – tytuł margrabiów na Mirowie, otrzymany od papieża Klemensa VIII w 1598
- Załuscy – tytuł przejęty przez Franciszka Jana po żonie, hiszpańskiej grandessie margrabiance Dorocie de Rivera (zm. 1670)
- Umiastowscy – tytuł osobisty dla wdowy po hr. Władysławie – Janiny z Ostroróg-Sadowskich, otrzymany od papieża Benedykta XV w 1921

### Rody zagraniczne indygenowane z tytułem margrabiego
- Albergatti – włoscy margrabiowie i hrabiowie, indygenowani za Zygmunta Augusta
- Arquien de la Grange – francuscy margrabiowie i hrabiowie, indygenowani w 1685
- Gordon – margrabiowie i hrabiowie szkoccy, indygenowani w 1658
- Sagramose – włoscy margrabiowie, indygenowani w 1775

### Rody zagraniczne wykreowane margrabiami
- de Aquila Alba – włoski szlachcic Castor Salvoni Georgino, tytuł od Jana Kazimierza
- de Bettis – włoski szlachcic Jan de Bettis, tytuł od Michała Wiśniowieckiego w 1673
- de Bisletti – włoski szlachcic Ferdynand de Bisletti, tytuł od Stanisława Augusta w 1774
- de Bottoni – włoski szlachcic Dominik de Bottoni i jego potomkowie, tytuł od Stanisława Augusta w 1794
- de Bosselli – włoski szlachcic Jan Baptysta de Bosselli i jego syn Piotr de Bosselli, tytuł od Jana Kazimierza w 1666
- de Cioja – rzymski szlachcic Fortunat de Cioja, tytuł od Stanisława Augusta w 1775
- Corbolli – hrabia włoski, tytuł z odmianą w herbie od Michała Wiśniowieckiego w 1673
- de Fabris – szlachcic włoski Oktawiusz de Fabris, tytuł ze zmianą w herbie od Jana III w 1676
- Montalbano – syn bolońskiego hrabiego Marek Antoniusz Montalbano, tytuł od Jana Kazimierza w 1659
- de Honoratis – Honorat de Honoratis, tytuł z odmianą w herbie i dodaniem do nazwiska Marchese de Aquila Alba od Michała Wiśniowieckiego w 1673
- de Ripanti – włoski szlachcic Gabriel de Ripanti, tytuł od Augusta III w 1743
- Solloroli – włoski szlachcic Aleksander Solloroli, tytuł od Augusta II w 1703
- de Tempi – Włoch z Florencji, tytuł od Michała Wiśniowieckiego w 1672